# Nicole Waller
Nicole Waller (* 24. Juni 1970 in Frankfurt am Main) ist eine deutsche Philologin, Amerikanistin und Hochschullehrerin.

## Leben
Bedingt durch den Beruf ihres Vaters, der bei der Lufthansa tätig war, wuchs Nicole Waller teils außerhalb Europas auf. Zum Abitur kehrte sie nach Deutschland zurück.
Sie studierte ab 1989 Amerikanistik, Moderne Geschichte und Komparatistik an der Johannes Gutenberg-Universität Mainz (Promotion 2004) und Germanistik und Literaturwissenschaft an der City University of New York.
Waller ist seit 2013 Professorin für Amerikanische Literatur und Kultur an der Philosophischen Fakultät der Universität Potsdam. Zuvor lehrte sie das Fach als Juniorprofessorin an der Johannes Gutenberg-Universität Mainz, als Vertretungsprofessorin an der Georg-August-Universität Göttingen und von 2011 bis 2013 als Lehrstuhlinhaberin an der Julius-Maximilians-Universität Würzburg.
Sie befasst sich unter anderem mit amerikanischen Diskursen über den Islam, afroamerikanischer Literatur, amerikanischer Territorialität, sowie mit postkolonialer Theorie und Karibikstudien. Ihren jüngeren Arbeiten beschäftigen sich mit Fragen zu Territorialität und Indigener Souveränität in Nordamerika.
Waller ist Teil des DFG-Graduiertenkollegs minor cosmopolitanisms, das in einem Netzwerk von Partneruniversitäten in Südafrika, Indien, Australien und Nordamerika vor allem Doktoranden ausbildet.

## Veröffentlichungen (Auswahl)

### Schriften
- Postcolonial Literatures in English: An Introduction (mit Anke Bartels, Lars Eckstein und Dirk Wiemann). J.B. Metzler, Berlin 2019.
- "Connecting Atlantic and Pacific: Theorizing the Arctic." Atlantic Studies, vol. 15, no. 2, 2018. S. 256–278. https://www.tandfonline.com/doi/full/10.1080/14788810.2017.1387467?scroll=top&needAccess=true
- “‘Foreign in a Domestic Sense’: Supreme Court Justice Sonia Sotomayor’s My Beloved World and Transnational American Studies,” in Alfred Hornung (Hrsg.): Obama and Transnational American Studies, Universitätsverlag Winter, Heidelberg 2016. S. 455–470.
- Contradictory Violence. Revolution and Subversion in the Caribbean [zgl. Diss.] Universitätsverlag Winter, Heidelberg 2005. ISBN 978-3-8253-5020-8
- American Encounters with Islam in the Atlantic World. Universitätsverlag Winter, Heidelberg 2011. ISBN 978-3-8253-5885-3

### Herausgeberschaft
- mit Anke Bartels, Lars Eckstein und Dirk Wiemann: Postcolonial Literatures in English: An Introduction. Stuttgart: Metzler, 2019.
- Politics in Fantasy Media: Essays on Ideology and Gender in Fiction, Film, Television and Games (mit Gerold Sedlmayr). McFarland & Company, Jefferson (North Carolina) 2014.
- The Sea is History: Exploring the Atlantic (mit Carmen Birkle). Universitätsverlag Winter, Heidelberg 2009, Reihe American Studies Vol. 177, ISSN 0178-1987